# Phó Giáo sư (Việt Nam)
Ở Việt Nam, Phó Giáo sư (tiếng Anh associate professor) là học hàm, chức danh hoặc chức vụ khoa học dành cho các cán bộ giảng dạy cao cấp ở các bộ môn thuộc trường đại học, cơ sở nghiên cứu, hoặc tổ chức sự nghiệp, được nhà nước Việt Nam phong tặng vì có đầy đủ các tiêu chí do các văn bản dưới luật trong các hoạt động, lĩnh vực đào tạo và nghiên cứu khoa học quy định.
Từ năm 1976, ở Việt Nam, nhằm đáp ứng yêu cầu nguồn nhân lực bậc cao. Nhà nước Việt Nam chủ trương phong hàm giáo sư, phó giáo sư cho đội ngũ nhà giáo và các nhà khoa học.
Phó Giáo sư ở cấp thấp hơn giáo sư (tiếng Anh: professor). Đầu thập kỷ 80 của thế kỷ XX, Phó Giáo sư còn được gọi là "Giáo sư cấp I". Nhưng thực tế thường bị "mất" đi cái đuôi "cấp I" nên để tránh nhầm lẫn với Giáo sư (professor), từ năm 1988 đã có quy định thống nhất chỉ dùng chức danh "Phó Giáo sư", mà không dùng "Giáo sư cấp I" nữa.
Một số phó giáo sư được nhiều người biết đến tại Việt Nam:
1. Miền Bắc: PGS.TS Bùi Hiền.
2. Miền Trung: PGS.TS Huỳnh Lứa.
3. Miền Nam: PGS.TS Dương Minh Hải.